# Мовний етикет
Мо́вний етике́т — це сукупність правил мовної поведінки, які репрезентуються в мікросистемі національно специфічних стійких формул і виразів у ситуаціях установлення контакту зі співбесідником, підтримки спілкування в доброзичливій тональності.
Ці засоби ввічливості орієнтовані на вияв поваги до співрозмовника та дотримання власної гідності. Вони є органічною частиною культури спілкувальних взаємин, соціальної культури загалом.
У кожного народу історично склався традиційний мовний етикет; причому у кожного регіону, соціуму утворені характерні формули мовного етикету, що зумовлено відмінностями у звичаях, ритуалах, специфікою мовного узусу.

## Мовний етикет в Україні
В українців здавна побутує пошанна форма звертання на «Ви» до незнайомих, старших, зокрема до батьків: «Ви, тату…», «Ви, мамо…». Цю форму вживають переважно у сільській місцевості, проте останнім часом її заступає форма на «ти». Усталилася суспільно-оцінна градація форм звертання до масової аудиторії: «Шановне товариство (громадо)!», «Шановні добродії» або звертання на міжнародних зібраннях: «Шановні пані і панове!». Соціальною маркованістю в устах охоронців правопорядку позначений усталений зворот «Шановні громадяни!».
Розгалужений синонімічний ряд становлять слова, мовні звороти, що виконують функцію вітання: «Добрий день (вечір)!», «Доброго ранку!» (більш поширено, ніж варіант «Добрий ранок!», наявна бажальна модальність — «Бажаю вам доброго ранку!»). Вітання у формі «Доброго Вам дня!», «Доброго Вам вечора!» також звучать невимушено. Доброзичливе побажання передає формула вітання — «Доброго здоров'я!»; використовують як відповідь на вітання «Добрий день!» та як самостійне дружнє привітання. Вітальні формули — «Добридень!», «Добривечір!», «Здрастуй(-те)!» належать до стилістично маркованих, відзначаються неофіційністю. Функції вітання й відповіді на нього виконує усталений зворот «Здоровенькі були!», набув в українській мові національного мовного колориту. Вітання, прощання часто містять побажання здоров'я: «Дай, Боже, здоров'я!», «Здорові будьте!». Як відповідь на слова прощання звучать вислови: «Бувайте здорові!», «Іди (ходи) здоров(-ий, -а)!», позначені народнорозмовним колоритом, подібно до традиційних етикетних формул: «Із суботою (святою неділею) будьте здорові!», «Хай Бог помагає!».
Серед молоді поширені однослівні формули вітання-прощання, серед них і запозичення: «Привіт!», «Салют!», «Бувай!», «Будь!», Чао!", «Гуд бай!». Формули вітання часто супроводжують типовими зворотами оцінного характеру: «Радий Вас (тебе) бачити!», «Скільки літ, скільки зим!», «Як поживаєте?», «Як ся маєте?». Синонімічний ряд формул прощання об'єднує вислови неоднакового соціального, семантичного стилістичного, емоційного змісту, наприклад, нейтральні звороти — «До побачення!», «На все добре!», «До зустрічі!», «На добраніч!», а також більш офіційний вислів «Дозвольте з Вами попрощатися!». У кожного з них є варіанти: «До скорого побачення!», «До скорої зустрічі!», «Добраніч!». Формулою прощання є зворот «Хай щастить!», виконує також роль прямої номінації «побажання щастя»: «Хай щастить Вам!», «На щастя, на здоров'я, на Новий рік!», «Бажаю щастя й добра Вам!», «З води й роси!», «Зичу радості, успіхів!».
Утворений синонімічний ряд формул поздоровлення, віншування: «Поздоровляю Вас із…», «Вітаю Вас із…», «Віншую Вас із…», «Здоровлю з…», «Прийміть вітання (поздоровлення) з…» та ін. До мовного етикету належать звороти з семантикою ввічливого прохання: «Будьте ласкаві», «Прошу, заходьте до кімнати!», «Будь ласка, мені одне тістечко!». Слова «прошу», «будь ласка» входять до типових зворотів зі значенням вибачення: «Вибачте, будьте ласкаві!», «Прошу вибачити!», «Даруй(-те) (мені)!», «Вибачай(-те)!», «Пробач(-те)!». Типові формули подяки: «Дякую!», «Спасибі!», «Дякувать(-ти)!», «Щиро дякую!», «Красно дякую!», «Дозвольте висловити подяку…», «Не знаю, як і дякувати Вам!». Серед віншувань, поздоровлень багато приказок, прислів'їв, фразеологічних зворотів. В українському мовознавстві до проблеми мовного етикету дослідники звертаються від 1970-х років, залучаючи як джерело вивчення етикетних формул мови художню літературу, епістолярні тексти.